# Turakina
Turakina est un vieux village Māori situé au sud-est de la ville de Wanganui dans le sud de l'île du Nord de la Nouvelle-Zélande.

## Toponymie
Le nom Turakina du village dérive de celui de la rivière Turakina, qui trace son passage en direction de la mer à partir de sa source située au sud de la ville de Waiouru.

## Caractéristiques
Turakina est notable comme étant le site du premier camp de santé pour enfants en Nouvelle-Zélande, établit par Elizabeth Gunn (en) en novembre 1919.

## Histoire

### Histoire pré-européenne
À l'origine, les habitants du secteur étaient les descendants de "Kahui Rere" et des Kahui Maunga, qui se nommèrent eux-mêmes plus tard, les Ngā Wairiki.
Toutefois après les migrations des Ngāti Apa (en) venant de la Baie de l'Abondance en direction du lac Rotoaira puis au sud vers le fleuve  Rangitikei, ils furent eux-mêmes refoulés lentement et incorporés au gré des générations d’inter-mariages avec les tribus plus récentes.
C'est le hapū de Ngā Āriki (en), qui vit toujours à Turakina.

### Colonisation européenne
Les colons écossais arrivèrent dans le secteur au XIXe siècle et leurs descendants vivent toujours là actuellement.
De nombreuses femmes Māori se sont aussi mariées avec les Écossais.
La culture celtique est donc toujours forte à Turakina.
Par exemple, des jeux celtiques des highland se tiennent chaque année à la fin de janvier, attirant de nombreuses personnes de toute la Nouvelle-Zélande.

### Marae
Le Marae local nommé Tini Waitara Marae (en) et la maison de rencontre Te Horo Taraipi (en) sont les lieux traditionnels de rassemblement des Ngāti Apa (en)  , .